# José Aníbal Casasola Sosa
José Aníbal Casasola Sosa (* 4. November 1949 in La Unión, Guatemala; † 27. April 2007) war Bischof von Zacapa y Santo Cristo de Esquipulas in Guatemala.

## Leben
José Aníbal Casasola Sosa empfing am 5. November 1977 die Priesterweihe für das Bistum Zacapa.
Papst Johannes Paul II. ernannte ihn am 25. Juli 2001 zum Apostolischen Administrator von Zacapa y Santo Cristo de Esquipulas. Am 13. Mai 2004 wurde er zum Bischof von Zacapa ernannt. Die Bischofsweihe spendete ihm sein Amtsvorgänger Rodolfo Kardinal Quezada Toruño, Erzbischof von Guatemala, am 26. Juni desselben Jahres. Mitkonsekratoren waren der Apostolische Nuntius in Guatemala, Erzbischof Bruno Musarò, und der Bischof von Jalapa, Julio Edgar Cabrera Ovalle.
Er war zudem der fünfte Prälat des Katholischen Zentrums und der Wallfahrtsstätte Esquipulas.